# Carolus Vocke

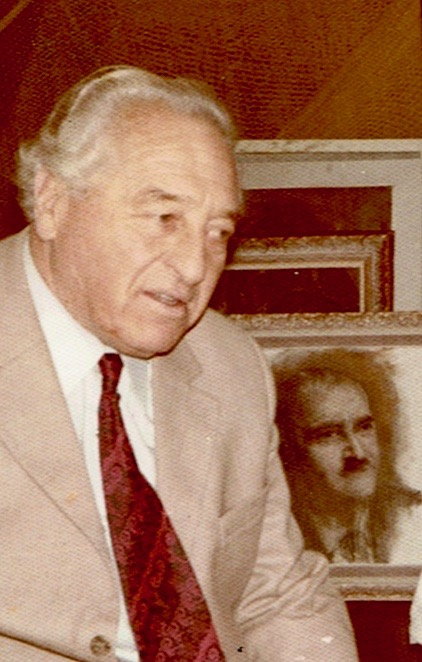
Carolus Vocke (1977)

Carolus Vocke (* 23. Juni 1899 in Heilbronn; † 6. Januar 1979 in Mannheim; eigentlich Carl Vocke) war ein deutscher Kunstmaler, Bildhauer, Grafiker, Karikaturist und Restaurator. Er war ein Großneffe des deutschen Finanzfachmannes und Bankdirektors Wilhelm Vocke.

## Leben und Werk
Vocke wuchs die ersten Lebensjahre in derselben Straße in Heilbronn auf wie der spätere Bundespräsident Theodor Heuss, mit dem er ab 1950 mehrfach im Briefkontakt stand.
Nach dem Ersten Weltkrieg (1914–1918), in welchem Vocke als Freiwilliger diente, besuchte er die Kunstakademie Karlsruhe als Schüler des Malers Walter Georgi, des Keramikers Carl Kornhaas sowie des Bildhauers Georg Schreyögg. Dort berief ihn Akademieprofessor Hans Adolf Bühler 1923 bereits zum Meisterschüler und zog ihn zur Ausmalung des Karlsruher Rathaussaals heran.
In der Zeit des Nationalsozialismus war Vocke Mitglied der Reichskammer der bildenden Künste. Für diese Zeit ist seine Teilnahme an 11 großen Ausstellungen sicher belegt, darunter 1941 die Große Deutsche Kunstausstellung in München mit dem Ölgemälde Soldat zweier Kriege, einem Selbstporträt in Uniform, das die Stadt Bitterfeld für 1100 RM für das Kreismuseum Bitterfeld erwarb. 1939 erhielt Vocke – seit 1935 Träger des Badischen Staatspreises Bildnis – nach einer Ausschreibung gemeinsam mit Peter Jakob Schober den Zuschlag, das sog. Hecht-Gebäude in Tuttlingen auszumalen. So entstand ein erstes, monumentales Wandgemälde mit dem Titel Symphonie der Technik.
Vocke nahm als Angehöriger der Wehrmacht am Zweiten Weltkrieg teil. Er geriet in Kriegsgefangenschaft und wurde ins Lager Mühlau bei Tuttlingen eingewiesen. Bereits während seiner Internierung verschaffte er sich als Maler die Anerkennung der französischen Militärverwaltung. Sie beauftragte ihn, ein großes Altarbild und den Kreuzweg für die Lagerkirche (1964 abgerissen) zu malen. Dies ermöglichte ihm ein eigenes Atelier außerhalb des Lagers, die Schaffung zahlreicher Portraitaufträge sowie Fresken im Raum Bodensee, im Hegau und in Oberschwaben.
Nach der Entlassung lebte und arbeitete er bis 1957 weiterhin im Raum Tuttlingen, daraufhin erfolgte der Umzug nach Mannheim.
In Mannheim erhielt Vocke – auf Betreiben des Oberregierungsbaudirektors Karl Kölmel und des Regierungsbaudirektors Ernst Throm – den Auftrag, die einst von Cosmas Damian Asam geschaffenen Deckengemälde des Mannheimer Schlosses und der Schlosskirche, welche im Krieg nahezu vollständig zerstört worden waren, wiederherzustellen. Sie sind als Neuschöpfungen und nicht als Rekonstruktionen zu verstehen. Als einzige überlieferte Vorlagen dienten ihm hier einige wenige schwarz/weiß-Fotografien. Die über Fachkreise hinaus hoch gelobte Ausführung dieser komplizierten wie langwierigen bis 1973 andauernden Arbeiten verschaffte ihm nicht nur überregionale Bekanntheit, sondern in der Folge auch weitere Aufträge ähnlicher Art, u. a. die Ausmalung der Decke des Auditoriums im Rokokotheater des Schwetzinger Schlosses.
Aufgrund eines irreparablen Feuchtigkeitsschadens musste die überdimensionale Leinwand im Rahmen einer Sanierung des Theaters um das Jahr 2003 jedoch abgenommen werden. Über deren weiteren Verbleib ist aktuell nichts bekannt.
Weitere Decken- und Wandarbeiten entstanden von 1947 bis 1966 in Mühlhausen, Überlingen, Ravensburg, Konstanz, Meersburg, Stuttgart, Frankfurt, Berlin sowie in Italien, bei Como (Schloss Lazzago).
In seinen Ölgemälden, Porträts und Blumenstillleben blieb Vocke der figürlichen Darstellung mit impressionistisch irisierendem Pinselduktus treu. Allseits geschätzt wird auch die locker-duftige Atmosphäre seiner zahlreichen Landschaftsaquarelle. Da Vocke sich nicht als monumentaler Barockmaler reduziert sehen wollte, persiflierte er als Karikaturist mit viel Humor in ungezählten Blättern das Klein- und Großbürgertum sowie die Politik und das Militär.
Vocke war ein Meister des großen Formats und der verschiedensten Kunsttechniken. Er gestaltete zahlreiche öffentliche Gebäude und restaurierte historische Fresken, Decken- und Wandgemälde, wobei er den Stil der jeweiligen Epoche aufgriff. Seine nicht auftragsgebundenen Arbeiten standen zu Lebzeiten im Schatten der Großformate. Posthum rückte sein persönliches künstlerisches Werk jedoch zunehmend in das Interesse des Kunsthandels.
In Mannheim-Feudenheim ist seit 1984 der „Carolus-Vocke-Ring“ nach ihm benannt.
Derzeit ist kein Werkkatalog von Vocke bekannt.

## Privates
Vocke war verheiratet mit Lilian, einer ehemaligen Hofdame des Prinzen Max von Baden. Die Ehe ging später auseinander, wurde jedoch bis zu seinem Tode nie geschieden.
Aus der Verbindung ging 1929 der gemeinsame Sohn Jürgen Vocke (†) hervor.
Carolus Vocke ruht in einem Ehrengrab auf dem Friedhof Mannheim-Feudenheim. Sein Grabstein wurde gestaltet von dem Ladenburger Steinmetz und Bildhauer Hans Volker Dursy (†).

## Bilder im öffentlichen Auftrag (Auswahl)

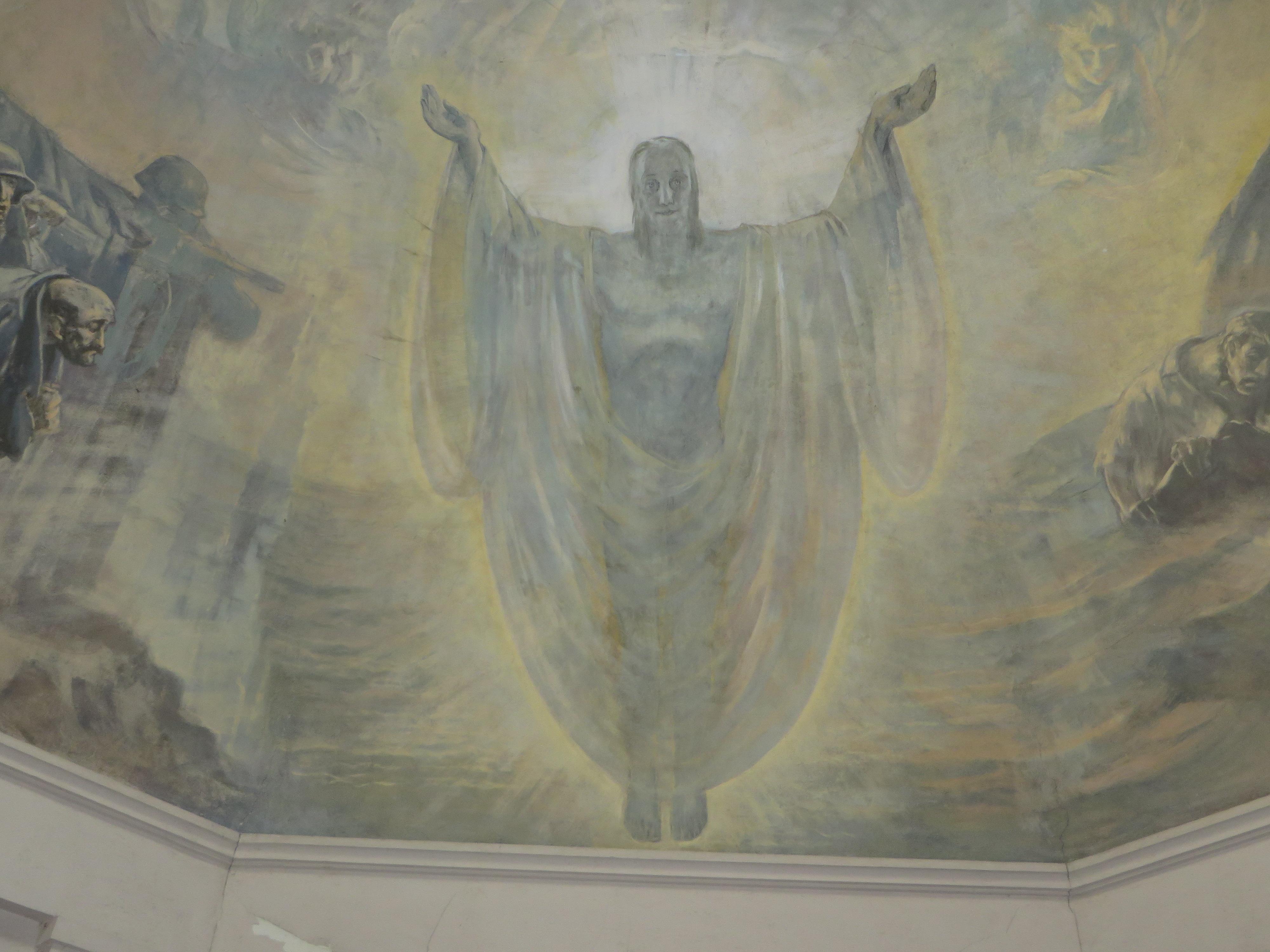
Gedächtnishalle in Tuttlingen

- 1923: Ausmalung des Karlsruher Rathaussaals als Meisterschüler
- 1936: Altarbild der Lutherkirche in Bruchsal. Erneuert und umgestaltet 1949[11]
- 1937: Wandbilder im Operationsbau der Chirurgie der Heidelberger Universität (Volksheilkunde, nicht mehr erhalten)[12]
- 1939: Ausmalung des Hecht-Gebäudes in Tuttlingen[13]
- 1946: Ausmalung der Kuppel der Gedächtnishalle auf dem Friedhof Tuttlingen
  - Gestaltung u. a. der Altarwand (Auferstehung) und eines Glasfensters der Tuttlinger Lagerkirche (Holzbau, 1964 abgerissen; der Tabernakel mit der von Vocke gestalteten Türe befindet sich heute in der Kirche St. Gallus in Tuttlingen; das Triptychon Kommet her zu mir Alle wird in der katholischen Kirchengemeinde Maria Königin ebd. aufbewahrt)[14][15]
- 1947: Ausmalung des überdimensionalen Chorbogens in der neugotischen Pfarrkirche Lippertsreute[16]
- 1948: Wandbild in der Kirche Schlatt unter Krähen[17]
- 1955: Gestaltung der Kuppel des Café Droste, Meersburg[18]
- 1955–1961: Ausmalung des Rittersaales, des Roten Saales, des Haupt-Treppenhauses und der Schlosskirche im wieder aufgebauten Mannheimer Residenzschloss[19][20][21]
  - Großes Deckengemälde im Rokokotheater Schwetzingen (vermutlich nicht mehr erhalten)
- 1958: Restaurierung des Freskos über dem Altar der Christuskirche, Mannheim
- 1959: Mahnmal: „Gedanke des Friedens“ – Bronzeplastik in Graben-Neudorf
- 1964: Ausmalung des Gartensaals auf Schloß Lazzago, der ehemaligen Sommerresidenz Papst Innozenz XI (heute Villa Giulini)
- 1966: Gestaltung des Herzog-Ulrich-Saals auf Burg Stettenfels, Untergruppenbach
- 1965: Wandgemälde zur Geschichte des Bauernkrieges am Rathaus Herdwangen
- 1977: Restaurierung der – seinerzeit umbaubedingt beschädigten – Fresken Carl von Häberlins im Kreuzgang des Dominikanerklosters Konstanz (heute Inselhotel)[22]

## Ausstellungen (Auswahl)
- Arbeiten im Mannheimer Schloss und Karikaturen, Vereinshaus des Vereins für Ortsgeschichte Feudenheim e.V., Mannheim-Feudenheim (2018)
- Entwürfe zu Wandgemälden, Museum Fruchtkasten, Tuttlingen (2012)[23]
- Vocke-Gedächtnisausstellung zum 90. Geburtstag, Reiß-Museum, Mannheim (1989)[24]
- Posthume Ehrung im Dietrich-Bonhoeffer-Haus, Mannheim-Feudenheim (1982)
- Sonderschau In Memoriam Carolus Vocke, Reiß-Museum, Mannheim (1979)
- Kunsthaus K. Ferd. Heckel, Mannheim (1975)
- Volksbank Mannheim (1973)
- Ausstellung im Gartensaal des Mannheimer Schlosses (1969)
- Glasfensterentwürfe und Mannheimer Bilder anlässlich des Mannheimer Landeslehrertages im großen Saal des Gewerkschaftshauses (1966)[24]
- Carolus Vocke im Spendhaus Reutlingen (1954)[14]

## Auszeichnungen
- Badischer Staatspreis (1935)
- Bundesverdienstkreuz (1964)
- Schillerplakette der Stadt Mannheim (29. Mai 1961)[25]
- Ehrenmedaille der Universität Mannheim (1976)[26]